# 시즈카 리코
시즈카 리코(일본어: 静 莉子, 2015년 8월 8일 ~ )는 일본의 어린이 배우이다. 도쿄도 출신이다.

## 외부 리크
- 시즈카 리코 - X